# Beraba cheilaria
Beraba cheilaria là một loài bọ cánh cứng trong họ Cerambycidae.